# あしたのパスタはアルデンテ
『あしたのパスタはアルデンテ』（伊：Mine vaganti、英：Loose Cannons）は、2010年のイタリアのコメディ映画。監督はフェルザン・オズペテク、出演はリッカルド・スカマルチョとニコール・グリマウドなど。実家の老舗パスタ会社の経営を保守的で頑固な父親から引き継ぐことになったゲイの青年を描いている。イタリアのアカデミー賞にあたる第55回ダヴィッド・ディ・ドナテッロ賞では13のノミネートを受け、そのうち助演男優賞と助演女優賞の2部門で受賞している。また、イタリア映画記者組合による第65回ナストロ・ダルジェント賞では最多となる10部門でノミネートを受け、そのうち最優秀コメディ賞をはじめとする最多5部門で受賞を果たしている。
日本では2011年8月の通常公開に先立ち、同年4月30日に「イタリア映画祭2011」の特別上映作品として『アルデンテな男たち』の邦題で上映された。
原題の「Mine vaganti」は「（何をしでかすか分からない）危険人物」「（いつ爆発するか分からない）浮遊機雷」の意味である。

## ストーリー
南イタリアの古都レッチェで老舗パスタ会社を経営するカントーネ家。次男トンマーゾが、兄アントニオの社長就任を祝う家族の集まりのためにローマから帰郷する。トンマーゾはアントニオに、食事の席で自分が大学で文学を学び、作家を目指していること、そしてゲイであることを家族に告白するつもりだと語る。その夜、トンマーゾが告白を始めようとすると、それを遮るようにアントニオは自分がゲイであることを告白してしまう。保守的な父ヴィンチェンツォはアントニオを怒りのあまり勘当し、卒倒する。次期社長のアントニオが家を追い出されたために、トンマーゾはゲイであることを告白するタイミングを逸しただけでなく、兄に代わって仕方なくパスタ工場を共同経営者の娘アルバとともに運営することになる。やり手のアルバのおかげで何とか仕事をこなすトンマーゾだったが、心は晴れない。
そんなある日、トンマーゾがなかなかローマに戻って来ないことを心配した恋人マルコがゲイ仲間を連れてカントーネ家に現れる。彼らはカントーネ家の人々の前ではゲイであることを何とか隠していたが、トンマーゾと彼がゲイであることを知るアルバとともに海水浴に行くと、そこで彼らはあるがままの姿で楽しい時間を過ごす。仲間と別れて家に戻ったトンマーゾは、自分が作家を目指しており、家業を継ぐつもりのないことを家族にきっぱりと告げる。自由に生きることを選んだ孫息子の姿に接した創業者でもある祖母は、その夜、鏡の前で化粧をし、美しく着飾ると、重い糖尿病にもかかわらず、甘い菓子を大量に食べる。翌朝、祖母はいつものようにトンマーゾを起こしに来るが、それは幻で、祖母は菓子を食べることで自ら死を選んだのだった。
祖母の葬儀にアントニオもやって来る。祖母の遺言もあり、父ヴィンチェンツォはようやくアントニオを受け入れる。

## キャスト
- トンマーゾ・カントーネ: リッカルド・スカマルチョ - カントーネ家次男。
- アルバ・ブルネッティ: ニコール・グリマウド（イタリア語版） - 共同経営者の娘。
- アントニオ・カントーネ: アレッサンドロ・プレツィオージ（イタリア語版） - カントーネ家長男。トンマーゾの兄。
- ヴィンチェンツォ・カントーネ: エンニオ・ファンタスティキーニ - カントーネ家当主。トンマーゾの父。
- ステファニア・カントーネ: ルネッタ・サヴィーノ（イタリア語版） - ヴィンチェンツォの妻。トンマーゾの母。
- お祖母ちゃん: イラリア・オッキーニ（イタリア語版） - ヴィンチェンツォの母。創業者。アントニオの秘密を知っていた。
- アントニエッタ: クレシェンツァ・グァルニエーリ（イタリア語版） - カントーネ家と仲の悪いセレブ女性。
- ルチアーナ・カントーネ: エレナ・ソフィア・リッチ（イタリア語版） - ヴィンチェンツォの妹。独身。
- エレナ: ビアンカ・ナッピ（イタリア語版） - トンマーゾの姉。アントニオとトンマーゾがゲイであることに気付いていた。
- サルヴァトーレ: マッシミリアーノ・ガッロ（イタリア語版） - エレナの夫。ナポリ出身。義父ヴィンチェンツォから疎まれている。
- テレザ: パオラ・ミナッチョーニ（イタリア語版） - カントーネ家の家政婦。
- ジョヴァンナ: エマヌエーラ・ガブリエリ - カントーネ家の家政婦。
- マルコ: カルミネ・レカーノ（イタリア語版） - トンマーゾの恋人。
- アンドレア: ダニエーレ・ペッチ（イタリア語版） - トンマーゾのゲイ仲間。弁護士。
- ダヴィデ: ジャンルカ・デ・マルキ - トンマーゾのゲイ仲間。ヤク中。
- マッシミリアーノ: マウロ・ボナッフィーニ - トンマーゾのゲイ仲間。客室乗務員。サルヴァトーレに一目惚れ。
- パトリツィア: ジェア・マルティーレ（イタリア語版） - ヴィンチェンツォの愛人。
- ラファエル・ブルネッティ: ジャンカルロ・モンティジェッリ - 共同経営者。アルバの父。噂好き。

### 回想シーン
- 若い頃のお祖母ちゃん: カロリーナ・クレシェンティーニ（イタリア語版） - 夫の弟ニコラを密かに愛していた。
- ニコラ: ジョルジオ・マルケージ（イタリア語版） - お祖母ちゃんの夫の弟。共同経営者だった。
- ドメニコ: マッテオ・ターラント（イタリア語版） - お祖母ちゃんの夫。ニコラの兄。

## 作品の評価

### 映画批評家によるレビュー
Rotten Tomatoesによれば、18件の評論のうち高評価は72%にあたる13件で、平均点は10点満点中5.9点となっている。

### 受賞歴
| 賞                             | 部門             | 対象                                                                    | 結果       |
| ------------------------------ | ---------------- | ----------------------------------------------------------------------- | ---------- |
| ダヴィッド・ディ・ドナテッロ賞 | 作品賞           |                                                                         | ノミネート |
| ダヴィッド・ディ・ドナテッロ賞 | 監督賞           | フェルザン・オズペテク                                                  | ノミネート |
| ダヴィッド・ディ・ドナテッロ賞 | 脚本賞           | フェルザン・オズペテク イヴァン・コトロネーオ                           | ノミネート |
| ダヴィッド・ディ・ドナテッロ賞 | 製作者賞         | ドメニコ・プロカッチ                                                    | ノミネート |
| ダヴィッド・ディ・ドナテッロ賞 | 助演女優賞       | イラリア・オッキーニ                                                    | 受賞       |
| ダヴィッド・ディ・ドナテッロ賞 | 助演女優賞       | エレナ・ソフィア・リッチ                                                | ノミネート |
| ダヴィッド・ディ・ドナテッロ賞 | 助演男優賞       | エンニオ・ファンタスティキーニ                                          | 受賞       |
| ダヴィッド・ディ・ドナテッロ賞 | 撮影賞           | マウリツィオ・カルヴェージ                                              | ノミネート |
| ダヴィッド・ディ・ドナテッロ賞 | 音楽賞           | パスクァーレ・カタラーノ                                                | ノミネート |
| ダヴィッド・ディ・ドナテッロ賞 | 主題歌賞         | パティ・プラヴォ 『Sogno』                                              | ノミネート |
| ダヴィッド・ディ・ドナテッロ賞 | 美術賞           | アンドレア・クリザンティ                                                | ノミネート |
| ダヴィッド・ディ・ドナテッロ賞 | 衣裳賞           | アレッサンドロ・ライ                                                    | ノミネート |
| ダヴィッド・ディ・ドナテッロ賞 | 編集賞           | パトリツィオ・マローネ                                                  | ノミネート |
| ヨーロッパ映画賞               | 作曲賞           | パスクァーレ・カタラーノ                                                | ノミネート |
| ヨーロッパ映画賞               | 観客賞           |                                                                         | ノミネート |
| ナストロ・ダルジェント賞       | 最優秀作品監督賞 | フェルザン・オズペテク                                                  | ノミネート |
| ナストロ・ダルジェント賞       | コメディ賞       |                                                                         | 受賞       |
| ナストロ・ダルジェント賞       | 脚本賞           | フェルザン・オズペテク イヴァン・コトロネーオ                           | ノミネート |
| ナストロ・ダルジェント賞       | 主演男優賞       | リッカルド・スカマルチョ 『La prima linea』の演技と合わせて             | ノミネート |
| ナストロ・ダルジェント賞       | 助演男優賞       | エンニオ・ファンタスティキーニ                                          | 受賞       |
| ナストロ・ダルジェント賞       | 助演女優賞       | ルネッタ・サヴィーノ エレナ・ソフィア・リッチ                           | 受賞       |
| ナストロ・ダルジェント賞       | 撮影賞           | マウリツィオ・カルヴェージ                                              | 受賞       |
| ナストロ・ダルジェント賞       | 美術賞           | アンドレア・クリザンティ                                                | ノミネート |
| ナストロ・ダルジェント賞       | 作曲賞           | パスクァーレ・カタラーノ 『Christine Cristina』『時の重なる女』とともに | ノミネート |
| ナストロ・ダルジェント賞       | 主題歌賞         | パティ・プラヴォ 『Sogno』                                              | 受賞       |